# Caudry British Cemetery
Caudry British Cemetery est un cimetière militaire de la Première Guerre mondiale situé sur le territoire de la commune de Caudry dans le département du Nord.

## Historique
Après la bataille du Cateau du 26 août 1914, la ville de Caudry fut occupée par les Allemands et resta loin des combats jusqu'au 10 octobre 1918, date à laquelle elle fut capturée par la 37e Division Britannique. Caudry fut un centre allemand d'unités médicales et les soldats du Commonwheahlt victimes de leurs blessures furent inhumés par les Allemands au milieu des leurs.

## Caractéristique
Ce cimetière est situé à côté du nouveau cimetière communal de Caudry, rue du Souvenir Français, dans lequel on trouve aussi le Cimetière militaire Allemand et un Carré militaire Français. Caudry British Cemetery (appelé à l'origine le prolongement du cimetière allemand) a été commencé en octobre 1918 par la division néo-zélandaise et poursuivi par les postes de secours. Il a été achevé après l'armistice par la concentration des tombes du cimetière allemand et des cimetières des villages d'Audencourt et de Beaumont qui étaient situés au milieu des champs. Il comprend aujourd'hui les tombes de 710 soldats du Commonwealth dont 59 inconnus, également les tombes de 3 soldats français ainsi les tombes de 19 civils chinois membres du Chinese Labour Corps, travailleurs pour le compte des britanniques, décédés pour la plupart de la grippe espagnole au cours de l'été 1919. Le cimetière couvre une superficie de 2 770 mètres carrés et est entouré en partie par un mur de moellons.

## Galerie

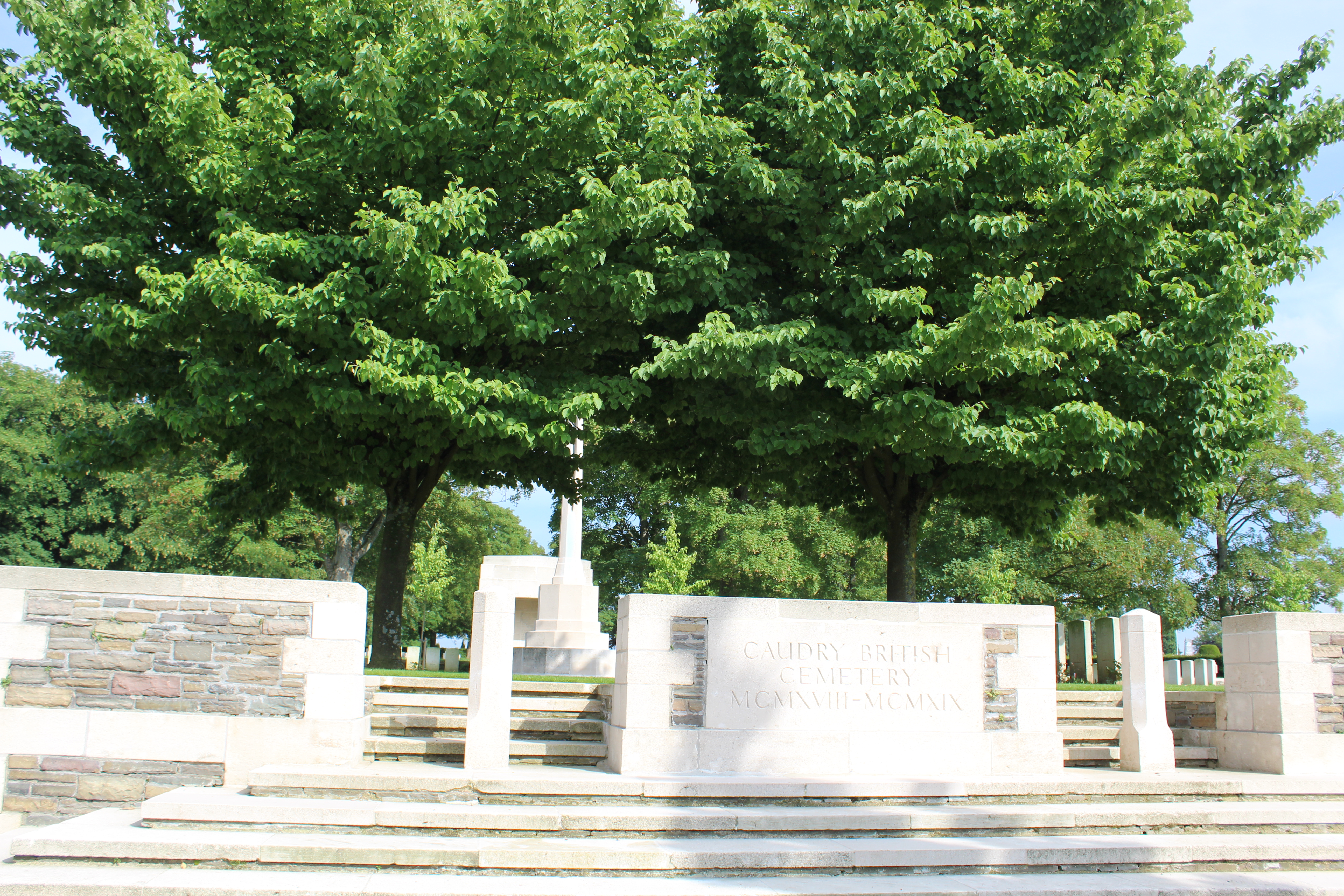
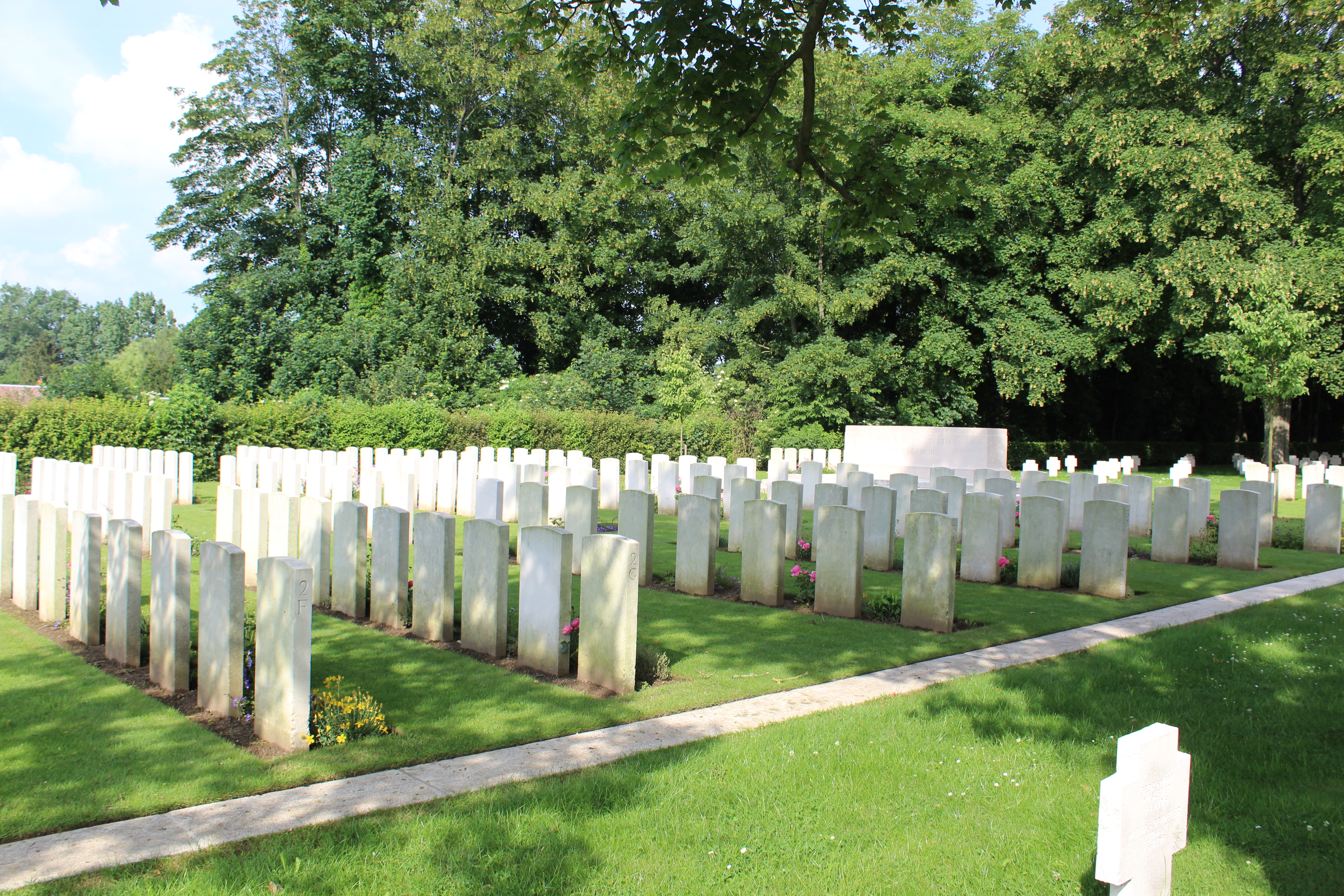
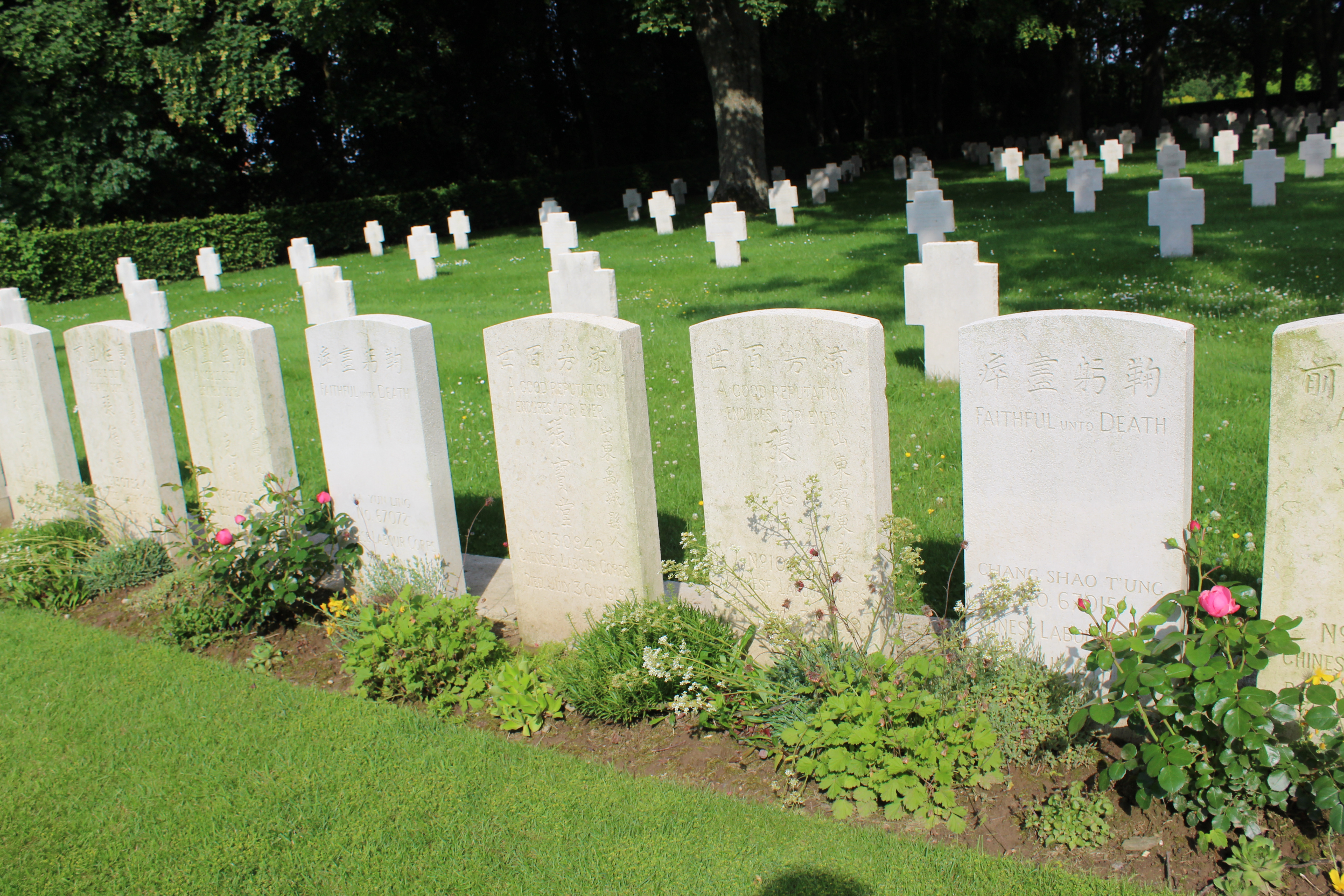
Tombes de travailleurs chinois du Chinese Labour Corps.

## Sépultures
| Pays             | Sépultures |
| ---------------- | ---------- |
| Royaume-Uni      | 707        |
| Chine (civils)   | 19         |
| Australie        | 1          |
| Canada           | 2          |
| Nouvelle-Zélande | 53         |
| Inde             | 3          |
| Afrique du Sud   | 3          |
| France           | 3          |
| Total            | 791        |